# عفريت الماء
سَمَنْدل المكسيك أو عفريت الماء (بالإنجليزية: axolotl)‏ الاسم العلمي (Ambystoma mexicanum) هو نوع من السمندل يعيش في المكسيك، ذو قرابة بسمندل النمر. هذا النوع من قنافذ البحر يمتلك قدرات ومزايا عجيبة. أطراف هذا الكائن البحري تنمو مجددًا بعد قطعها، وإذا جُرِحَ فإن نزيف الدم يتوقف خلال ثوان! يسعى العلماء الآن للاستفادة من تلك المزايا في الطب التجديدي. وهو لا ينفرد بخاصية التجديد فهو مثل نجم البحر وخيار البحر. وُجِدَ هذا الحيوان منذ عام 1830م في مجموعة قنوات في المكسيك وهي قناة Xochimilcho حيث وُجِدَ في تلك المنطقة فقط، وهو اليوم يعد من الحيوانات النادرة ومن ثم يُبَاع في الأسواق بسعر مرتفع (وغالبًا يأتي من مزارع خاصة). يعيش هذا الحيوان إلى ما يقرب 10 سنوات. ويوجد منه اللون الأبيض، والبني المرقط، والرمادي أو الرصاصي، والفضي، والوردي، والبني، وهو أغلب الألوان المتوفرة، له فم عريض ورأس دائري الشكل تنبت منه ستة قرون ناعمة الملمس عليها شعيرات. يطلق عليه السكان المحليون اسم أكسولوتل Axolotl والذي يعني «وحش الماء».

## السّمات والتهديدات

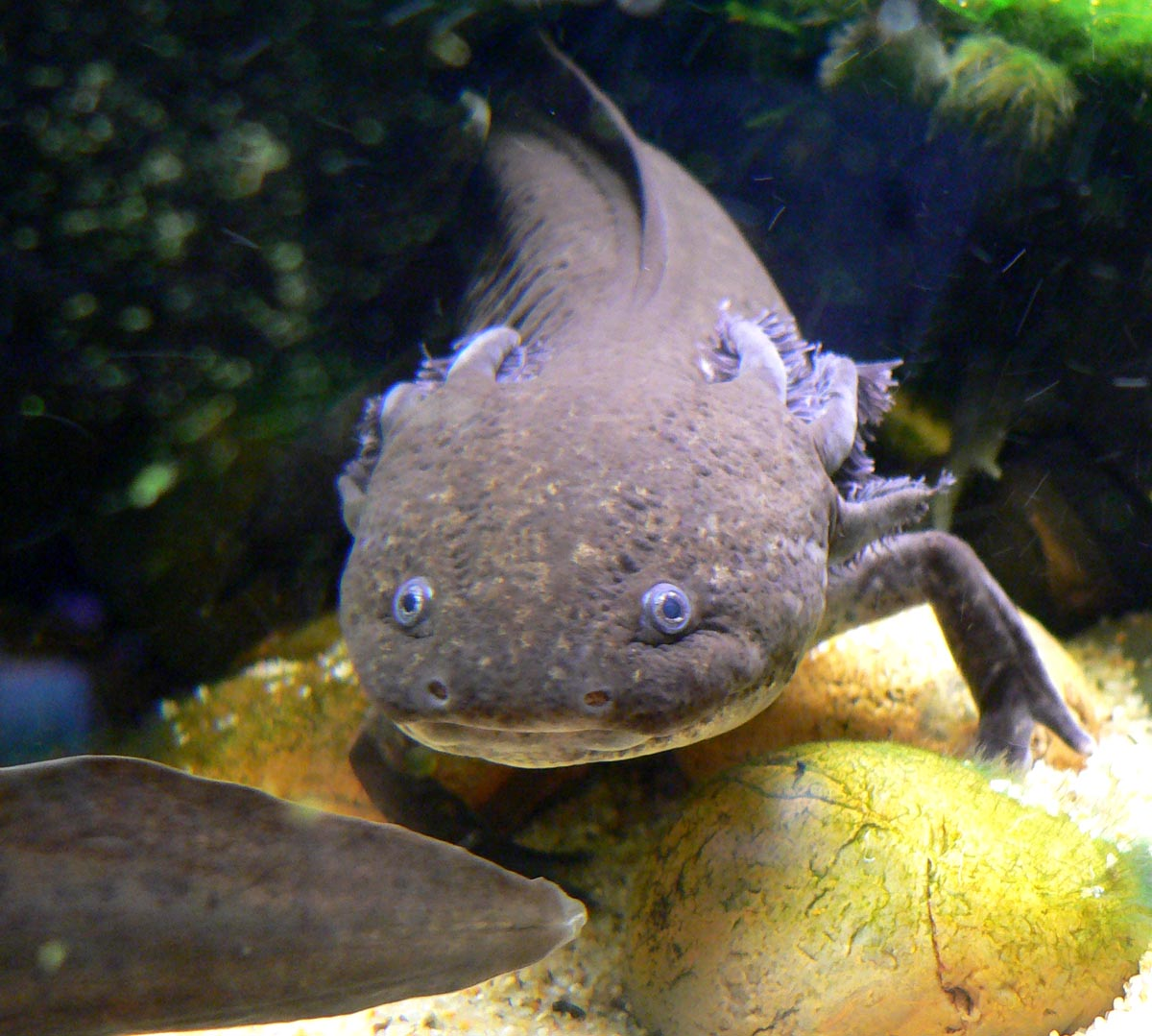
عفريت ماءٍ في سان فرانسيسكو.

يكاد هذا الحيوان العجيب أن ينقرض في المكسيك بسبب التلوث البيئي، ولولا رعاية العلماء له لكان انقرض منذ زمن. في مركز التجديد الحيوي بألمانيا يوجد أكثر من 120 منه.
وهو حيوان قليل الحركة ويفضل الاختفاء في ركن من حوض الماء، ولا يخطر على بال من يراه أنه يتمتع بمزايا لا توجد لدى الكائنات الحية الأخرى المعروفة. تقول الباحثة كريستينا ألميلينغ: "يعتبر عفريت الماء معجزة في القدرة على تجديد نفسه، فهو قادر على تجديد أطرافه وحتى أعضائه الداخلية غير الضرورية للحياة، والتي قد تتعرض للأذى عبر حادث ما أو عندما يعضه حيوان آخر، وهذا مثير جدا لاهتمامنا". ولمعرفة ما يحدث حين يفقد الأكسولوتل أحد أطرافه، يُجري العلماء تجارب على قطع الأطراف.
يُخرج الدكتور بيورن مينغر أحد الحيوانات من حوض الماء ويضعه في حوض منعزل يوجد فيه سائل مخدر، وبعد بضع دقائق يكون الأكسولوتل قد غاب عن الوعي من أثر المخدر، ثم يوضع على طاولة الجراحة: "نستخدم تقنية جراحية ونجري بالمشرط عملية بتر. لا نحتاج للاعتناء بموضع البتر لأن الدم يتخثر خلال ثوان، بحيث يمكن للمرء مشاهدة سرعة تخثره وتوقف النزيف. بالنسبة لهذا الحيوان يُعَدُ البتر مجرد إجراء بسيط".

## الاهتمام العلمي

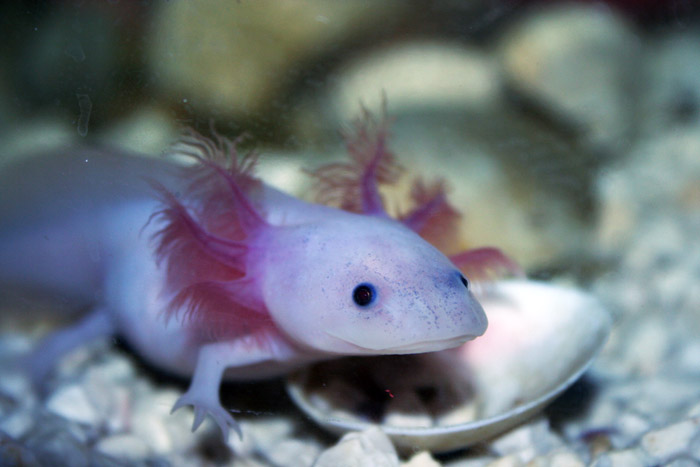
عفريت ماء بعمر نصف سنة.

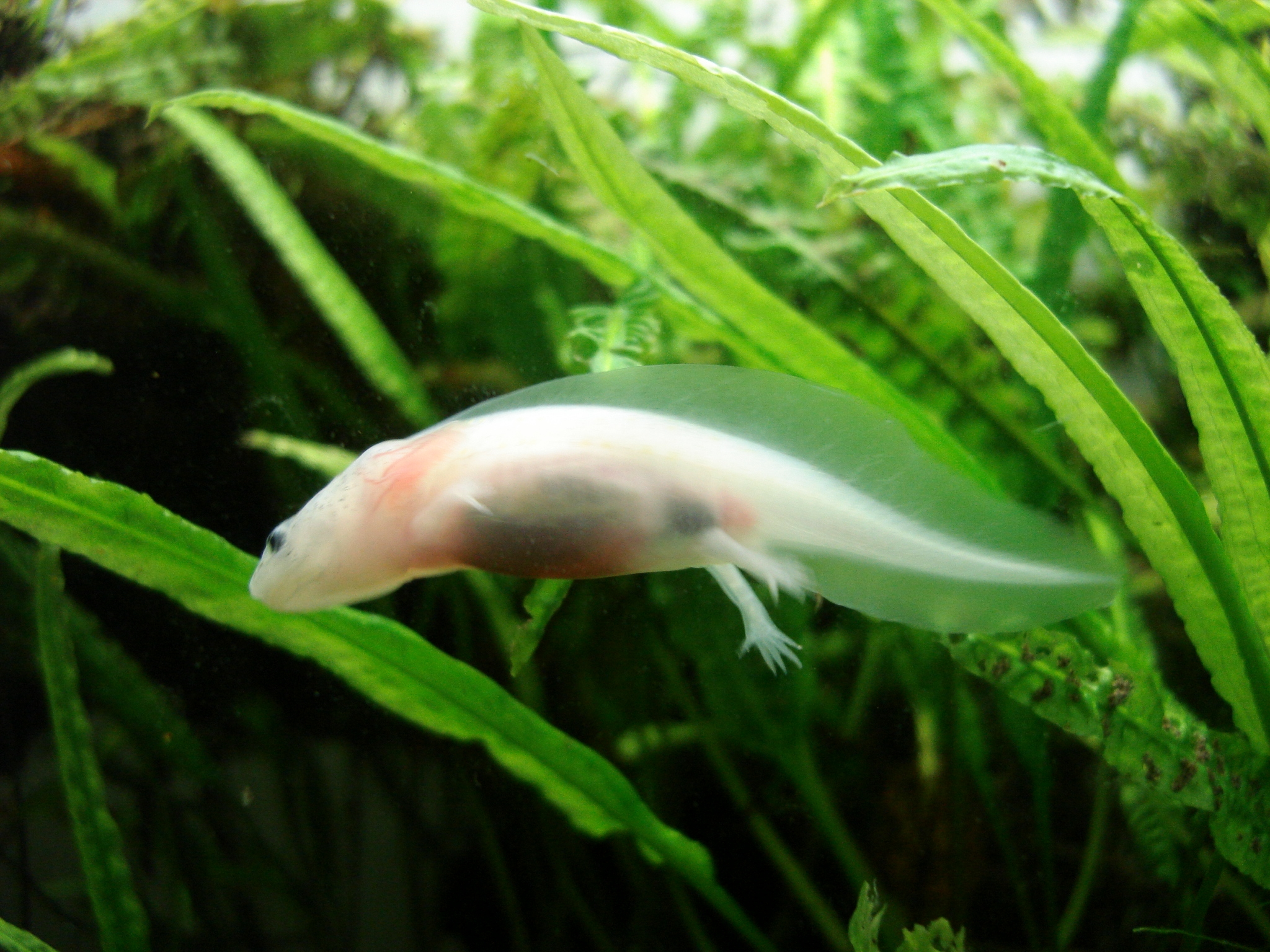
صغير عفريت ماء مولود بالأسر.

يحظى هذا الحيوان الوديع بتقدير شديد في كلية الطب بجامعة هانوفر الألمانية، فهناك معهد متخصص بدراسة مزاياه يُدعى «مركز التجديد الحيوي». من هذه المزايا معاودة أطرافه النمو في حال قطعها وسرعة اِلتِئام جراحه وتعافيها. كما يتوقف الجرح عن النزف خلال ثوان قليلة، وحتى الجرح الكبير يلتئم خلال ساعات قليلة. وهذه مزايا يسعى أطباء جراحة الحوادث إلى فك لغزها والتعرف على أسرارها.
لا تتعدى الحرارة في المختبرات 16° درجة مئوية، لأن درجة الحرارة المرتفعة تصيب هذه الحيوانات بالأمراض. وتقول الباحثة كريستيانه ألميلينغ التي تسهر على توفير البيئة المناسبة لهذه الحيوانات: "لا يقتصر العمل في مركز التجديد الحيوي على البحث العلمي فقط، وإنما يقوم بالحفاظ على هذه الأنواع وتربيتها. وينصب اهتمامنا على الأكسولوتل، وهو قنفذ البحر من المكسيك. والعناية بهذا الحيوان سهلة لأنه يقضي حياته في الماء ولا يغادره رغم كونه حيوانا برمائيا. أما الأبحاث المتعلقة بتربيته فقد قطعت شوطا ممتازا".

## الاستعمال الطبي
أجرى بيورن مينغر حوالي 300 عملية بتر كجزء من أبحاث شهادة الدكتوراه، وتفاجأ في كل مرة من توقف النزيف خلال جزء من الثانية. إذ يتكون خلال ساعات «نسيج طلائي» جديد في الموضع الذي تم بتره. والنسيج الطلائي هو الاسم الذي يطلق على الخلايا الموجودة في الطبقة العليا من الجلد. وعن ذلك تقول مديرة المختبر كيرستن رايمرز فضلاوي: "يختلف هذا النسيج الطلائي عن الأنسجة المماثلة في الحيوانات الثديية لأنه يؤثر على الأنسجة الموجودة أسفل منه وبذلك يتم تسريع شفاء الجرح. وخلال أسابيع قليلة يتشكل مكان البتر ما يشبه البرعم وتنمو القدم من جديد".
يهتم العلماء بفهم ما يحدث خلال هذه الفترة، أي من لحظة بتر القدم حتى ظهور قدم جديدة ويراقبون ما يحدث في خلايا عفريت الماء، وعن ذلك تقول كيرستن فضلاوي: "نقوم بدراسة المواد التي تتحكم بهذه العملية ونفحص جهاز المناعة الذي يلعب دورا هاما في عملية الشفاء. كما ندرس عوامل النمو أو العوامل الجينية. نأخذ عينة من خلايا الحيوان ونفحص الجينات الفاعلة والنشيطة في النسيج الخلوي".
هناك أنواع من الأسماك قادرة على تجديد ما يُبتر منها، كما تندمل جروحها بسرعة، إلا أن عفريت الماء أقرب جينيا من هذه الأسماك إلى الإنسان. لذلك يأمل الباحثون في حل لغز شفائه السريع والاستفادة من ذلك في الطب البشري. ويأمل الدكتور بيورن مينغر في أن يتمكن الأطباء مستقبلا من مساعدة المرضى الذين تصاب مساحات واسعة من جلودهم بأضرار جسيمة، والمرضى الذين يصابون بضمور حاد في العضلات ومشاكل في العظام يعجز الطب حتى اليوم عن شفائها.
ويأمل العلماء في تطوير عقاقير طبية قادرة على فعل ما يفعله قنفذ البحر، وتعجيل شفاء البشر خاصة ضحايا حوادث السير التي تؤدي أحيانا إلى بتر أطراف الشخص المصاب، وتأمل الدكتورة كيرستن فضلاوي تحقيق حلم يبدو اليوم صعب المنال وتقول: "حلمنا هو زيادة قدرة التجدّد والإستشفاء لدى الإنسان، وربما حتى القدرة على تجديد الأطراف المبتورة".

## التكاثر
تُرَبْىَ كأي سمكة عادية في أحواض مائية. حوض 60 × 40 × 40 سم كافي لتربية زوج بالغ منها، ويجب توفر مرشِّح وإضاءة وجهاز تسخين (ولو أنه يتحمل حرارة منخفضة إلى 10°) ولكن من المفضل أن يحفظ الحيوان في 20° إلى 23°، الماء نظيف خفيف وحامضي (Ph: 6 إلى 7، Gh : 10 درجات).
من الأمور المثيرة الأخرى إضافة إلى حكاية تعويض الأنسجة المفقودة بسرعة عجيبة، هو أنه يعيش حياة حيوان مائي على الرغم من أنه حيوان برمائي. فهو مثل السلمندر يطرح البيض في الماء ويفقس على شكل فراخ صغيرة تمر بمرحلة تطور مثل الضفدع ولكن الحيوان يبقى في الماء ولا يخرج منه كأي حيوان برمائي.